# Соколов (округ)
Соколов (чеськ. Okres Sokolov) — адміністративно-територіальна одиниця в Карловарському краї Чеської Республіки. Адміністративний центр — місто Соколов. Площа округу — 753,60 кв. км., населення становить 89 613 осіб.
До округу входить 53 муніципалітетів, з котрих 12 — міста.